# Juande Ramos
Juan de la Cruz Ramos Cano, plus connu sous le nom de Juande Ramos, est un footballeur espagnol, né le 25 septembre 1954 à Pedro Muñoz dans la province de Ciudad Real.
Devenu par la suite entraîneur, il remporte cinq trophées avec le Séville FC, dont la Coupe UEFA par deux fois, avant de rejoindre Tottenham, le Real Madrid en décembre 2008, le CSKA Moscou en 2009, le FK Dnipro en 2010 et du Malaga CF en 2016.

## Biographie

### Carrière de joueur
Juande Ramos évolue au poste de milieu de terrain au Elche CF, club avec lequel il dispute trois rencontres dans le championnat d'Espagne entre 1975 et 1976. Il joue ensuite au CD Alcoyano, en 3e division. Une blessure au genou l'oblige à mettre un terme à sa carrière de joueur à l'âge de 28 ans.

### Carrière d'entraîneur
Juande Ramos commence sa carrière d'entraîneur dans les divisions inférieures. Il dirige l'équipe réserve de son ancien club, le Elche CF, puis entraîne le CD Alcoyano en 3e division durant deux saisons. Ramos obtient la promotion du Levante UD en 2e division à l'issue de la saison 1994-1995, après une série de 13 victoires consécutives. La saison suivante, il conduit le CD Logroñés en 1re division. Après avoir dirigé l'équipe B du FC Barcelone, qui évolue en D2, il est recruté par Lleida en 1997. De 1998 à 2001, il entraîne le Rayo Vallecano. Le club de la banlieue de Madrid est promu en 1re division à l'issue de sa première saison et se classe 9e du championnat en 1999-2000. Le Rayo accède à la Coupe UEFA 2000-2001 grâce au prix du fair play et atteint les quarts de finale de l'épreuve. En désaccord avec la direction, Juande Ramos quitte le club en juin 2001. Il signe alors un contrat d'un an avec le Real Betis, promu en Primera División. La 6e place acquise en championnat permet au Real Betis de se qualifier pour la Coupe UEFA. L'année suivante, l'entraîneur et le club ne parviennent pas à s'entendre sur les termes d'un nouveau contrat et se séparent. Ramos effectue alors un court passage de trois mois à l'Espanyol Barcelone. Il dirige le Málaga CF durant une saison, avant de rejoindre le Séville FC en 2005.

#### Séville FC
Sous sa direction, le club andalou réalise les meilleures performances de son histoire, remportant cinq trophées en l'espace de quinze mois. Durant sa première saison, le Séville FC se classe 5e du championnat d'Espagne et remporte la Coupe UEFA 2005-2006, battant les Anglais de Middlesbrough sur le score de 4-0 en finale. Trois mois plus tard, le club s'adjuge la Supercoupe de l'UEFA 2006 aux dépens du vainqueur de la Ligue des champions, le FC Barcelone. Atteint à la tête par un projectile durant le quart de finale retour de la Coupe d'Espagne 2007 opposant les deux clubs de Séville, Ramos est conduit à l'hôpital. En juin, le Séville FC remporte le trophée, disposant de Getafe en finale. Les Sévillans atteignent de nouveau la finale de la Coupe UEFA, et l'emportent aux tirs au but devant l'Espanyol Barcelone. 3e du championnat d'Espagne 2006-2007 derrière le Real Madrid et le FC Barcelone, le club andalou se qualifie pour le 3e tour préliminaire de la Ligue des champions. En août, le FC Séville remporte la Supercoupe d'Espagne face au Real Madrid, et dispute l'édition 2007 de la Supercoupe de l'UEFA face au vainqueur de la Ligue des champions, le Milan AC, qui s'impose sur le score de 3-1.

#### Tottenham
Sous contrat avec Séville FC jusqu'à la fin de la saison, Ramos répond favorablement à une offre du Tottenham Hotspur Football Club. En octobre 2007, il signe un contrat de quatre ans avec le club londonien, où il succède au néerlandais Martin Jol. Il est remplacé au FC Séville par l'entraîneur de l'équipe réserve, Manuel Jiménez Jiménez. Lors de l'arrivée de Juande Ramos, Tottenham se trouve en position de relégable dans le championnat d'Angleterre. Sous sa direction, l'équipe concède une seule défaite en onze matches, toutes compétitions confondues. Tottenham termine la saison à la 11e place du championnat. En Coupe UEFA, les Spurs perdent le 1er match de la phase de groupes avant l'arrivée du technicien espagnol, mais parviennent à se qualifier en terminant seconds du Groupe G. En 8e de finale, ils s'inclinent aux tirs au but devant le PSV Eindhoven. Tottenham atteint la finale de la Coupe de la Ligue anglaise, disputée pour la première fois dans le nouveau stade de Wembley. La victoire face à Chelsea permet au club de se qualifier pour la prochaine édition de la Coupe UEFA.
Le 25 octobre 2008, Juande Ramos est licencié de son poste de manager de Tottenham. Le club réalise en effet un très mauvais début de saison : les Spurs occupent la dernière place de la PremierLeague, et ce malgré les renforts à l'intersaison de joueurs tels que Roman Pavlioutchenko ou Luka Modrić qui ont coûté plus de 40 millions d'euros à eux deux. À noter que lors de son licenciement Ramos empoche au passage une indemnité de 6,25 M€.

#### Real Madrid et CSKA Moscou
Juande Ramos ne perd pas de temps pour retrouver du travail, puisque le 9 décembre 2008, il devient le nouvel entraîneur du Real Madrid. Il succède ainsi à Bernd Schuster, limogé pour insuffisance de résultats. Le Real est alors 5e du championnat à 9 points du leader, le FC Barcelone.
Le 10 septembre 2009, il devient entraîneur du CSKA Moscou pour une durée de 3 mois (soit jusqu'à la fin du Championnat russe). Cependant, le contrat pourrait être prolongé en cas de qualification du CSKA pour les 8e de finale de la Ligue des champions. Le club moscovite figure dans le Groupe B, avec Manchester United,Beşiktaş JK et le VfL Wolfsburg. Sa campagne européenne commence par une lourde défaite sur le terrain de Wolfsburg (3-1). Puis par une victoire contre Besiktas (2-1) et une défaite contre Manchester (1-0) à domicile.
Le 26 octobre 2009, alors que le CSKA Moscou n'est que 5e du championnat russe à la 26e journée, le club annonce le licenciement de Juande Ramos.

#### Dnipro Dnipropetrovsk
Le 1er octobre 2010, l'entraîneur espagnol signe un contrat de 4 ans avec l'équipe ukrainienne du Dnipro Dnipropetrovsk, alors 3e du championnat. Il remplace Vladimir Bessonov, remercié par le club.
Juande Ramos quitte le club en 2014 pour des raisons familiales. Le club est vice-champion d'Ukraine lors de sa dernière saison.

#### Málaga CF
Le 27 mai 2016, il revient en Espagne pour entraîner Málaga CF. Il démissionne le 22 décembre 2016 en raison des mauvais résultats du club.

## Palmarès
- avec Séville FC :
  - vainqueur de la Coupe UEFA en 2006 et 2007 ;
  - vainqueur de la Supercoupe de l'UEFA en 2006 ;
  - vainqueur de la Coupe d'Espagne en 2007.
- avec Tottenham Hotspur :
  - vainqueur de la Coupe de la Ligue anglaise en 2008.

## Distinctions personnelles
- Prix Don Balón de meilleur entraîneur : 2007
- Trophée Miguel Muñoz de meilleur entraîneur : 2007